# أزوسا إيواشيميزو
أزوسا إيواشيميزو (岩清水 梓) (14 أكتوبر 1986 في تاكيزاوا في اليابان – )؛ هي لاعبة كرة قدم كانت تلعب كمدافع. ولعبت مع منتخب اليابان لكرة القدم للسيدات.

## وصلات خارجية
- أزوسا إيواشيميزو على موقع الاتحاد الدولي (مؤرشف)  (الإنجليزية)
- أزوسا إيواشيميزو على موقع الاتحاد الأوربي (الإنجليزية)
- أزوسا إيواشيميزو على موقع قاعدة بيانات كرة القدم.إي يو (الإنجليزية)
- أزوسا إيواشيميزو على موقع Soccerway.com (الإنجليزية)
- أزوسا إيواشيميزو على موقع عالم كرة القدم.نت (الإنجليزية)
- أزوسا إيواشيميزو على موقع أوليمبيديا (الإنجليزية)
- أزوسا إيواشيميزو على موقع الاتحاد الدولي (مؤرشف)  (الإنجليزية)
- أزوسا إيواشيميزو على موقع الاتحاد الأوربي (الإنجليزية)
- أزوسا إيواشيميزو على موقع قاعدة بيانات كرة القدم.إي يو (الإنجليزية)
- أزوسا إيواشيميزو على موقع Soccerway.com (الإنجليزية)
- أزوسا إيواشيميزو على موقع عالم كرة القدم.نت (الإنجليزية)
- أزوسا إيواشيميزو على موقع أوليمبيديا (الإنجليزية)